# Håppalistjärnen
Håppalistjärnen är en sjö i Arjeplogs kommun i Lappland och ingår i Piteälvens huvudavrinningsområde. Sjön har en area på 0,0567 kvadratkilometer och ligger 493 meter över havet. Sjön avvattnas av vattendraget Mattaureälven.

## Delavrinningsområde
Håppalistjärnen ingår i det delavrinningsområde (735801-159576) som SMHI kallar för Inloppet i Suobdekjaure. Medelhöjden är 572 meter över havet och ytan är 7,21 kvadratkilometer. Det finns inga avrinningsområden uppströms utan avrinningsområdet är högsta punkten. Mattaureälven som avvattnar avrinningsområdet har biflödesordning 2, vilket innebär att vattnet flödar genom totalt 2 vattendrag innan det når havet efter 232 kilometer. Avrinningsområdet består mestadels av skog (89 procent). Avrinningsområdet har 0,06 kvadratkilometer vattenytor vilket ger det en sjöprocent på 0,8 procent.